# خالصة ديواني (غلزار بردسير)
خالصة ديواني (بالفارسية: خالصه دیوانی) هي قرية تقع في إيران في البلدة المركزية. يقدر عدد سكانها بـ 41 نسمة بحسب إحصاء 2016.